# Елен Помпео
Елен Кетлин Помпео (енгл. Ellen Kathleen Pompeo; Еверет, Масачусетс, САД, 10. новембар 1969) је америчка глумица, најпознатија по улози Мередит Греј у ТВ серији Увод у анатомију, коју тумачи од 2005. године. Ова улога јој је 2007. године донела номинацију за награду Златни глобус.